# Joseph Vilsmaier
Joseph Vilsmaier (Múnic, Baviera, 24 de gener de 1939 - 11 de febrer de 2020) fou un director i productor de cinema alemany.
Nascut a Múnic el 1939, Vilsmaier va estudiar música i va treballar com a tècnic abans de començar el comerç cinematogràfic a principis dels anys seixanta com a corredor i, més tard, fer-se un nom com a càmera de televisió alemanya.
Vilsmaier va debutar com a director de cinema el 1988 amb "Herbstmilch" o "Llet de tardor", la història d'una camperola bavaresa que es va convertir en un èxit de taquilla a Alemanya. Moltes de les seves pel·lícules es van centrar en períodes tumultuosos de la història alemanya, sovint des de la perspectiva de la gent normal. Una excepció notable va ser "Marlene", la pel·lícula de Vilsmaier del 2000 sobre la vida de l'actriu i cantant Marlene Dietrich. Una altra pel·lícula destacada fou "Stalingrad", del 1993, que va pintar una imatge del destí d'un grup de soldats de la Wehrmacht enviats al front oriental el 1942 per lluitar contra el que seria una batalla perduda contra l'exèrcit soviètic. El setge de mesos de la ciutat va costar la vida de milions de soldats i civils i va suposar un punt d'inflexió per a l'Alemanya nazi a la Segona Guerra Mundial.